# Eichenbühl
Eichenbühl è un comune tedesco di 2 684 abitanti, situato nel land della Baviera.